# Changjin-gang
Changjin-gang, Jangjin-gang (kor. 장진강) – rzeka w Korei Północnej, na terenie prowincji Hamgyŏng Południowy i Ryanggang, dopływ rzeki Jalu. Długość rzeki wynosi ok. 257 km.
Źródło rzeki znajduje się w górach ok. 40 km na północny zachód od miasta Hamhŭng. Rzeka płynie przeważająco w kierunku północno-wschodnim. W górnym biegu przepływa przez zbiornik retencyjny Changjin-ho (miejsce znaczącej bitwy podczas wojny koreańskiej w 1950 r.). Rzeka uchodzi do Jalu naprzeciw granicy chińskiej, na terenie powiatu Kimjŏngsuk, około 50 km w dół rzeki od miasta Changbai.
Dorzecze Changjin-gang jest obszarem wydobycia złota i srebra.